# Azul (periódico)
Azul fue un periódico diario español editado en Córdoba, que ejerció como órgano provincial de Falange Española Tradicionalista y de las JONS. Se publicó entre 1936 y 1941.

## Historia
El primer número apareció el 2 de octubre de 1936, tras el estallido de la Guerra Civil. Azul fue editado en las instalaciones del antiguo diario lerrouxista La Voz, que había sido incautado por las fuerzas sublevadas al comienzo de la contienda. A medida que fue avanzando la contienda otros periódicos de la ciudad, como el Diario de Córdoba y El Defensor de Córdoba, fueron desapareciendo; para 1939 solo quedaba el diario Azul como única publicación periódica local.
Figuró como primer director Narciso Perales,(que contaba con el veterano periodista Eduardo Baro Castillo como redactor-jefe. A Perales le sucederían fugazmente Francisco Narbona y Manuel Vives. José Escalera del Real fue designado por la Delegación Nacional de Prensa y Propaganda para dirigir el diario Azul en su última etapa, con la misión de reestructurar la publicación hacia un nuevo formato. En julio de 1941 el Azul fue sucedido por una nueva publicación, Córdoba.